# Zgrada Lučke ispostave u Supetru
Zgrada Lučke ispostave u Supetru nalazi se na adresi Trg dr Franje Tuđmana 2.

## Opis
Jednostavna ožbukana jednokatnica na istočnom kraju luke podignuta je u drugoj polovici 19. stoljeća. Pročelje je raščlanjeno s tri prozorske osi, a uzduž strehe je profilirani vijenac. Tu je djelovao Zdravstveni lučki ured gdje se obavljao pregled putnika pri iskrcaju. Zgrada lučke uprave je rijedak sačuvani primjer zdravstvene kulture u Dalmaciji.

## Zaštita
Pod oznakom Z-4575 zavedena je pod vrstom "nepokretno kulturno dobro - pojedinačno", pravna statusa zaštićena kulturnog dobra.

## Vanjske poveznice
|  | Zajednički poslužitelj ima još gradiva o temi Zgrada Lučke ispostave u Supetru |